# Nucleorhabdovirus
Nucleorhabdovirus est un ancien genre de virus de la famille  des Rhabdoviridae. En 2019, le genre a été scindé en trois genres, dont le nom comprend le suffixe « nucleorhabdovirus » et qui ont été rattachés à la même famille :
- Alphanucleorhabdovirus
- Betanucleorhabdovirus
- Gammanucleorhabdovirus